# Europcar
Europcar er et biludlejningsfirma etableret i Frankrig i 1949 og siden spredt ud til et internationalt netværk, som har afdelinger eller partnere over det meste af verden.

## Forretningsområde
Europcar ejer i dag en flåde på over 200.000 køretøjer, fordelt på 2825 kontorer i 143 lande. Firmaet er tilstede i Europa, Afrika, Latinamerika, Mellemøsten og Asien.
Det primære forretningsområde er indenfor korttidsleje af biler, busser og lastvogne til både private og forretningskunder, samt leasing i kortere og længere tid.

## Historie
1949 – Europcar etableres i Paris af Raoul-Louis Mattei. Navnet var på dette tidspunkt L'Abbonnement Automobile og var baseret på udlejning af biler uden fører.
1970 – Udlejningsfirmaet købes af Renault
1973 – Europcar udvider med flere afdelinger, som ud over Frankrig inkluderer Belgien, Holland, Schweiz og Tyskland.
1974 – Ekspansionen fortsætter til at inkludere Italien, Spanien, Storbritannien og Portugal.
1981 – Europcar International etableres, og der åbnes for franchise-muligheder. Godfrey Davids, Storbritanniens største biludlejningsfirma, opkøbes af Europcar.
1988 – Wagon-Lits Group overtager ejerskabet af Europcar. Senere sælges 50% af aktierne til Volkswagen AG.
1992 – Accor Group overtager Wagon-Lits Groups aktier i Europcar. Selskabet ændres til Europcar Interrent og med Interrent partnerne National, Nipopn og Tilden skabes et globalt udlejningsnetværk.
1998 – Interrent-samarbejdet opsiges, og der etableres i stedet en alliance med Dollar Rent A Car i USA. British Car And Van Rental (BCR) opkøbes.
1999 – Europcar introducerer online bookingsystem. VolksWagen AG opkøber Accor's andel af aktier, og bliver eneejere af Europcar.
2000 – Europcar indleder samarbejde med Budget Rent A Car i USA og Canada.
2006 – Europcar køber de europæiske afdelinger af National og Alamo Rent A Car fra Vanguard Car Rental Holdings. Volkswagen trækker sig ud af Europcar og Eurazeo, et fransk investeringsselskab, overtager fuldt ejerskab.
2007 – Europcar opkøber Betacar i Caribien.
2008 – Master Car Rental opkøbes og Europcar får udvidet adgang til markeder i Asien og Australien.

## Europcar i Danmark
Den danske afdeling af Europcar begynder med etableringen af Østergaard Biler A/S i Århus i 1954.
I 1989 indgår Østergaard en franchise-aftale med Europcar.
Den danske bilflåde udgør ca. 7500 biler og inkluderer personbiler, minibusser op til 9 personer samt vare- og lastvogne. Europcar / Østergaard har afdelinger i Jylland, på Fyn, Sjælland, Lolland og Bornholm. Også Færøerne og Grønland er repræsenteret.